# Цаликов, Ахмед Тембулатович
Ахмед Тембулатович Цаликов (Ахмед Цалыккаты; осет. Ахмӕт Цӕлыккаты; 1882 год, аул Ногкау, Терская область — 2 сентября 1928 года, Прага, Варшава, Польша) — осетинский писатель и публицист, российский государственный и общественный деятель.

## Биография
Родился в семье осетина-мусульманина из рода Цаликовых. Окончил Ставропольскую классическую гимназию. В 1899 поступил на юридический факультет МГУ.
В 1902—1904 годах был сотрудником газеты «Северный Кавказ». С 1910 года публиковал статьи в газете «Отклики Кавказа» и журнале «На Кавказе». В 1915 году был издателем московской татарской газеты «Сюз» («Слово»; редактор А. А. Сагидов). В 1917 году был редактором газеты «Известия Всероссийского мусульманского совета». В 1919 году — редактор газеты «Вольный горец», которая выходила в Тифлисе.
С июля по конец декабря 1920 года — издатель и редактор газеты «Ног цард» («Новая Заря») в Тифлисе.
Был одним из лидеров фракции меньшевиков в РСДРП.
8 мая 1917 года А. Цаликов стал членом оргкомитета Всероссийского съезда мусульман и выступил на нём с докладом. Одна из идей его доклада — культурная автономия мусульман в составе государства. По предложению Всероссийского мусульманского совета (Милли-Шуро), избранного на съезде, летом 1917 года его кандидатура вместе с Исламом Шагиахметовым была предложена для включения в состав Временного правительства, как министра без портфеля, для решения вопросов по делам российских мусульман.
Избран во Всероссийское учредительное собрание в Симбирском избирательном округе по списку № 8 (мусульманское шуро).
На IV съезде народов Терека во Владикавказе (июль — август) избран членом осетинской фракции Терского Народного Совета. В 1918 возглавил меджлис горских народов Кавказа в Тифлисе. В 1919 член делегации этого меджлиса, направленной из Тифлиса в Дагестан для руководства восстанием горцев против армии генерала А. И. Деникина. Член Совета Обороны Северного Кавказа Дагестана, созданного в октябре для борьбы с Деникиным.

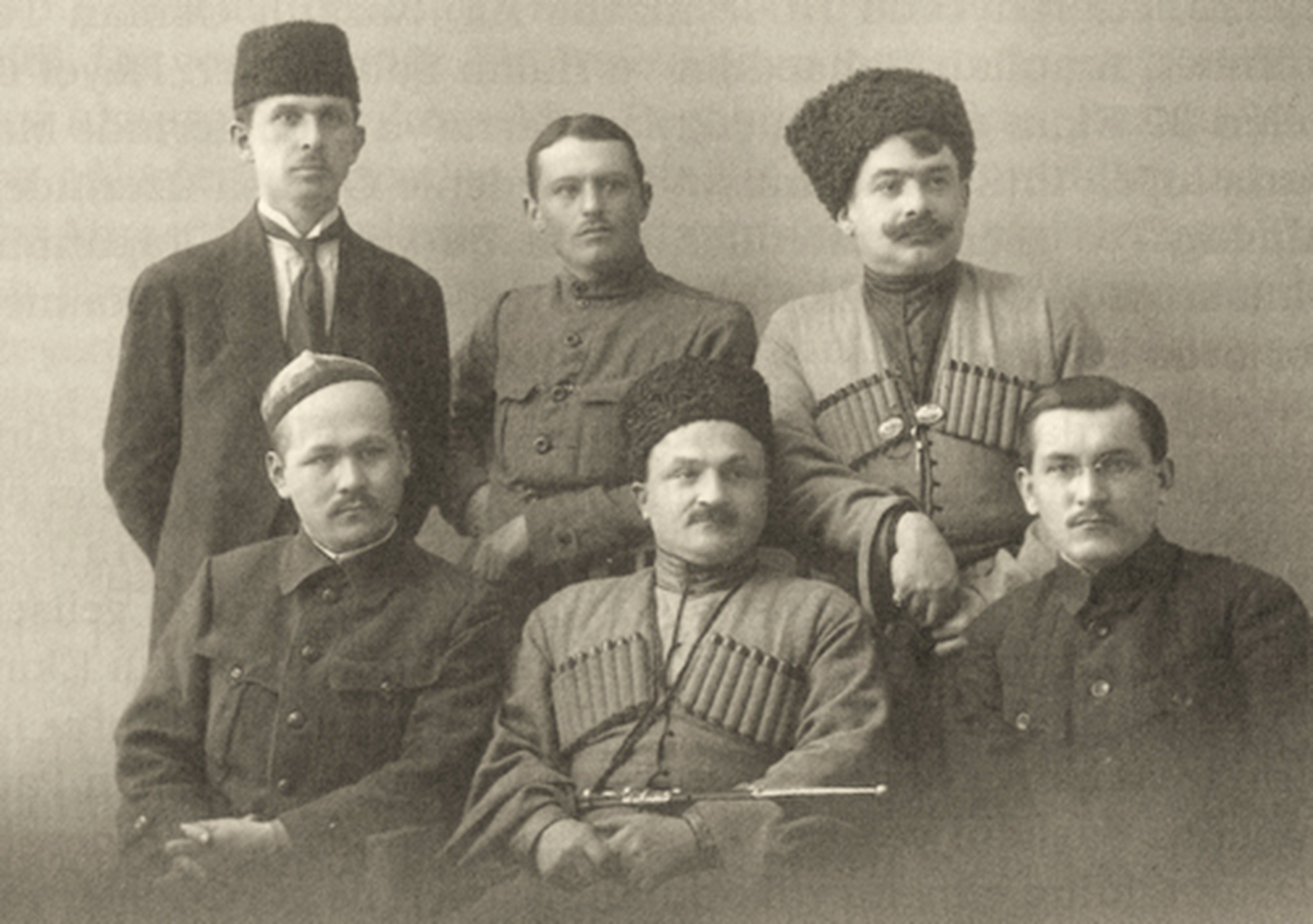
Мусульманские политические эмигранты в Тифлисе, 1920 г.
Сидят (справа): Шариф Манатов, Ахмед Цаликов, Мустафа Шокай.
Стоят (справа): Султан Альдиев, Омар Терегулов, Усман Токумбетов

После советской оккупации Грузии эмигрировал в Чехословакию, и затем — в Польшу. В Чехословакии был редактором журнала «Кавказский горец». В этом журнале опубликовал «Записки кавказца», которые стали ранним вариантом романа «Брат на брата», который вышел в 1926 году отдельным изданием в Праге.
В Польше проживал в Отвоцке. Умер в Праге (район Варшавы).
Автор ряда работ по истории Кавказа.
Память

Мемориальная доска на доме № 6 на проспекте Мира, Владикавказ

30 мая 2003 года на доме № 6 на проспекте Мира во Владикавказе была установлена мемориальная доска (автор — скульптор Чермен Дзанагов).

## Труды
- Чаша жизни : Миниатюры. — Москва : Утро гор, 1912. — [48] с.;
- Кавказ и Поволжье : Очерки инородческой политики и культурно-хозяйственного быта. — Москва : М. Мухтаров, 1913. — 184, [1] с.;
- В горах Кавказа : Быль, очерки и легенды. — Москва : Восток, 1914. — 124, [1] с.;
- Мусульмане России и война : речь, произнесенная на Всероссийском мусульманском съезде в Москве 1—11 мая 1917 года. — Петроград : Заря Востока, 1917. — 15 с.;
- Мусульмане России и Федерация : Речи, произнес. на Всероссийском мусульманском съезде в Москве 1—11 мая 1917 г.. — Петроград : Заря Востока, 1917. — 32 с.;
- Мусульманская фракция в учредительном собрании : Речь Ахмеда Цаликова / 2-й Всерос. мусульм. съезд. — Казань : типо-лит. т-ва «Умид», б. Харитонова, 1917. — 22 с.;
- Брат на брата : Роман из революционной жизни Кавказа. — Прага : Пламя, 1926. — 264 с.;
- Борьба за волю Гор Кавказа : Речь, произнесенная 28 апреля 1927 г. на торжественном заседании Пражской группы Народной Партии Вольных Горцев Кавказа по поводу 50-летия последнего восстания горцев Кавказа. — Прага, 1928. — 26 с.